# Multiculturalismo en Canadá
Durante las décadas de 1970 y 1980, el gobierno de Canadá bajo Pierre Trudeau adoptó oficialmente una política de multiculturalismo. Se ha descrito al gobierno federal canadiense como el instigador del multiculturalismo como ideología debido a su énfasis público en la importancia social de la inmigración. La Comisión Real de Bilingüismo y Biculturalismo de los años sesenta es a menudo referida como el origen de la conciencia política moderna del multiculturalismo.
Los canadienses han usado el término multiculturalismo de diferentes maneras: descriptivamente (como un hecho sociológico), prescriptivamente (como ideología) o políticamente (como política). En el primer sentido, multiculturalismo es una descripción de las diferentes tradiciones religiosas y las influencias culturales que, en su unidad y coexistencia en Canadá, conforman la cultura canadiense. La nación se compone de personas de una multitud de orígenes raciales, religiosos y culturales, y está abierta al pluralismo cultural. Canadá ha experimentado diferentes olas de inmigración desde el siglo XIX, y en la década de 1980 casi el 40 por ciento de la población no tenía orígenes británicos ni franceses (los dos grupos más grandes, y entre los más antiguos). En el pasado, la relación entre británicos y franceses fue de gran importancia en la historia de Canadá. A comienzos del siglo XXI, las personas de procedencia ajena a la herencia británica y francesa componían la mayoría de la población, con un porcentaje cada vez mayor de individuos que se identificaban a sí mismos como minorías visibles.
El multiculturalismo se refleja en la ley a través de la Ley de Multiculturalismo de 1988 y la sección 27 de la Carta canadiense de derechos y libertades y está administrado por el Departamento de Patrimonio Canadiense. La Ley de Radiodifusión de 1991 afirma que el sistema de radiodifusión canadiense debe reflejar la diversidad de culturas en el país. A pesar de las políticas oficiales, un pequeño segmento de la población canadiense critica el concepto de un mosaico cultural y la implementación de la legislación multicultural. La ideología de Quebec difiere de la de las otras provincias en que sus políticas oficiales se centran en la interculturalidad.

## Contexto histórico

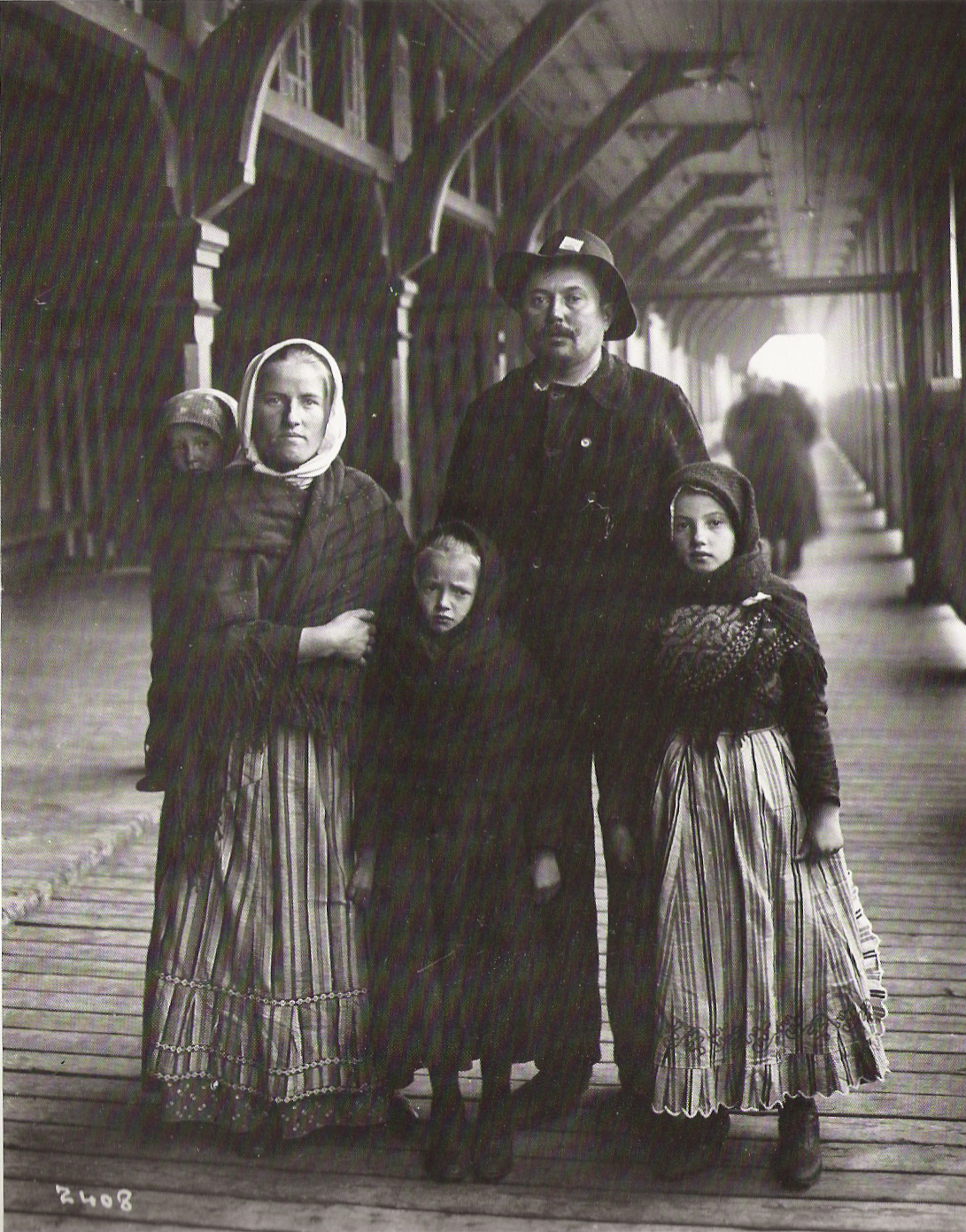
La familia Yanaluk, una familia de inmigrantes eslavos de Alemania, fotografiada por William James Topley en la ciudad de Quebec en 1911

En el siglo XXI, Canadá se caracteriza por ser progresista, diversa y multicultural. Sin embargo, hasta la década de 1940, Canadá se vio a sí mismo en términos de identidades culturales y lingüísticas inglesas y francesas, y hasta cierto punto indígenas. Los inmigrantes europeos que hablaban otros idiomas, como los canadienses de origen alemán y los canadienses ucranianos, eran sospechosos, especialmente durante la Primera Guerra Mundial, cuando miles de ellos fueron alojados en campos porque eran ciudadanos de naciones enemigas. Los judíos canadienses también eran sospechosos, especialmente en Quebec, donde el antisemitismo era un hecho y la iglesia católica de Quebec asociaba a los judíos con el modernismo, el liberalismo y otros valores inaceptables.
Los asiáticos encontraron obstáculos legales que limitaban la inmigración durante el siglo XIX y principios del siglo XX. Adicionalmente, grupos étnicos específicos que sí inmigraron durante este tiempo se enfrentaron a barreras dentro de Canadá que impedían la participación plena en asuntos políticos y sociales, incluida la igualdad de remuneración y el derecho al voto. Mientras que los negros ex esclavos refugiados de Estados Unidos habían sido tolerados, las minorías raciales de origen africano o asiático generalmente se creían «más allá de lo normal» (no aceptable para la mayoría de la gente). Aunque este estado de ánimo comenzó a cambiar drásticamente durante la Segunda Guerra Mundial, los canadienses japoneses fueron internados en el extranjero durante el conflicto y sus propiedades fueron confiscadas. Antes del advenimiento de la Declaración de Derechos Canadiense en 1960 y su sucesora la Carta Canadiense de los Derechos y las Libertades en 1982, las leyes de Canadá no ofrecían mucho en el camino de los derechos civiles y, por lo general, era de limitada preocupación para los tribunales. Desde la década de 1960, Canadá ha hecho hincapié en la igualdad y la inclusión para todas las personas.

## Inmigración

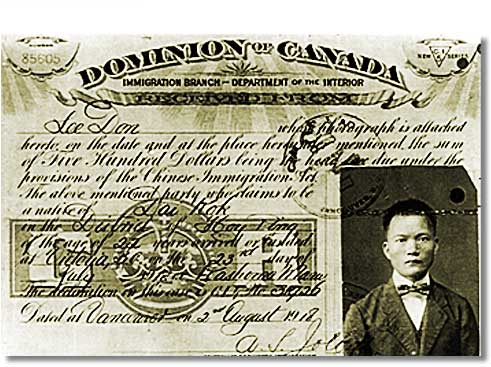
Recibo de impuesto. El impuesto por cabeza fue introducido en 1885 como forma de controlar la inmigración china

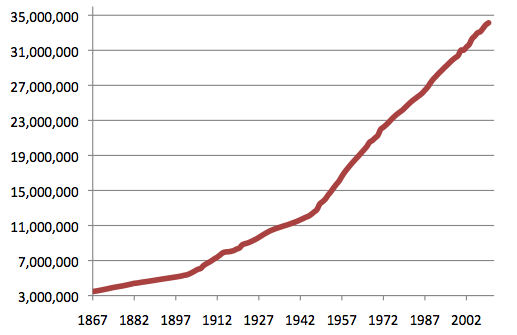
Población histórica de Canadá desde la confederación, entre 1867 y 2009

La inmigración ha jugado un papel integral en el desarrollo del multiculturalismo en Canadá durante la última mitad del siglo XX. Las restricciones legislativas a la inmigración (como el reglamento de viaje continuo y la Ley de Inmigración China) que habían favorecido a los inmigrantes británicos, estadounidenses y europeos, se modificaron durante la década de 1960, lo que generó una afluencia de personas de Asia, África y el Caribe. El número de inmigrantes está aumentando constantemente, como se vio entre 2001 y 2006, cuando el número de personas nacidas en el extranjero aumentó en un 13,6%. En 2006, Canadá había crecido hasta tener treinta y cuatro grupos étnicos con al menos cien mil miembros cada uno, de los cuales once tienen más de un millón de personas y muchos otros están representados en cantidades más pequeñas. El 16.2% de la población se identifica como una minoría visible.
Actualmente, Canadá tiene una de las tasas de inmigración per cápita más altas del mundo, impulsada por la política económica y la reunificación familiar. Canadá también reasienta a más de uno de cada diez refugiados del mundo. En 2008 había 65 567 inmigrantes en la clase familiar, 21 860 refugiados y 149 072 inmigrantes económicos entre los 247 243 inmigrantes totales en el país. Aproximadamente el 41% de los canadienses son de primera o segunda generación, lo que significa que uno de cada cinco canadienses que viven actualmente en Canadá no nació en el país. El público canadiense y los principales partidos políticos apoyan la inmigración. Los partidos políticos son cautelosos al criticar el alto nivel de inmigración porque, como señaló The Globe and Mail, «a principios de la década de 1990, el Partido Reformista fue tildado de racista por sugerir que los niveles de inmigración se redujeran de 250 000 a 150 000».
Canadá recibe su población inmigrante de más de 200 países. Como se indica a continuación, más del 50 por ciento de los nuevos inmigrantes admitidos en 2012 provenían de 10 países de origen.
Residentes permanentes admitidos en 2012, por países
| Rango | País             | Cifra   | Porcentaje |
| ----- | ---------------- | ------- | ---------- |
| 1     | China            | 33 018  | 12,8       |
| 2     | Filipinas        | 32 747  | 12,7       |
| 3     | India            | 28 943  | 11,2       |
| 4     | Pakistán         | 9931    | 3,9        |
| 5     | Estados Unidos   | 9414    | 3,7        |
| 6     | Francia          | 8138    | 3,2        |
| 7     | Irán             | 6463    | 2,5        |
| 8     | Reino Unido      | 6365    | 2,5        |
| 9     | Haití            | 5599    | 2,2        |
| 10    | Corea del Sur    | 5308    | 2,1        |
|       | Total del top 10 | 145 926 | 56,6       |
|       | Otros            | 111 961 | 43,4       |
|       | Total            | 257 887 | 100        |

### Asentamiento
Las áreas culturalmente diversas o enclaves étnicos son otra forma en la que se ha manifestado el multiculturalismo. Los recién llegados han tendido a establecerse en las principales áreas urbanas. Estos enclaves urbanos han servido como hogar lejos del lugar de origen para los inmigrantes en Canadá, al tiempo que proporcionan una experiencia única de diferentes culturas para los de ascendencia canadiense. En Canadá hay varias comunidades etnocéntricas con diversos antecedentes, incluidos el chino, el italiano y el griego. Los barrios chinos son uno de los enclaves étnicos más prolíficos que se encuentran en las principales ciudades. Estas áreas aparentemente recrean una auténtica experiencia china dentro de una comunidad urbana. Durante la primera mitad del siglo XX, los barrios chinos se asociaron con la inmundicia, la inseguridad y el abandono. A finales del siglo XX, estos barrios se habían convertido en áreas que merecía la pena conservar, una atracción turística. En general, ahora se los valora por su importancia cultural y se han convertido en una característica de la mayoría de las grandes ciudades canadienses. El profesor John Zucchi de la Universidad McGill afirma:

A diferencia de periodos anteriores cuando la segregación étnica significativa pudo implicar una falta de integración y, por lo tanto, ser vista como un problema social, hoy en día la concentración étnica en áreas residenciales es un signo de vitalidad e indica que el multiculturalismo como política social ha sido exitosa, que los grupos étnicos mantienen sus identidades, si así lo desean, y las culturas del viejo mundo se conservan al mismo tiempo que se integran los grupos étnicos. Además, estos barrios, como sus culturas, se suman a la definición de ciudad y apuntan al hecho de que la integración es una calle de doble sentido.

## Evolución de la legislación federal

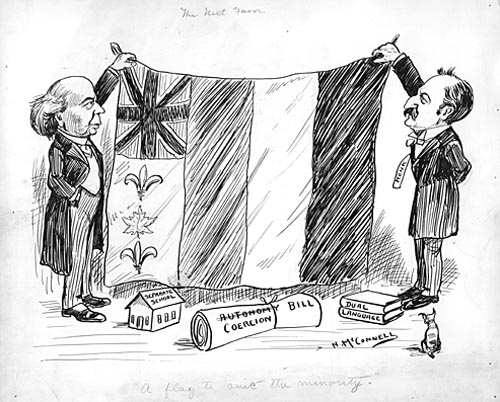
Caricatura política sobre la identidad bicultural de Canadá que muestra una bandera que combina símbolos de Gran Bretaña, Francia y Canadá, a partir de 1911.

La Ley de Quebec, implementada después de la conquista británica de Nueva Francia a mediados del siglo XVIII, trajo una gran población francófona bajo el dominio imperial británico, creando una necesidad de acomodación. Un siglo después, los compromisos alcanzados entre los Padres de la Confederación de habla inglesa y francesa pusieron a Canadá en el camino hacia el bilingüismo, y esto a su vez contribuyó al biculturalismo y la aceptación de la diversidad.
Lord Tweedsmuir, el 15.° gobernador general de Canadá, fue uno de los primeros líderes del multiculturalismo; desde su discurso inaugural en 1935 en adelante, sostuvo en discursos y por radio que los grupos étnicos «deben conservar su individualidad y cada uno contribuye al carácter nacional», y «las naciones más fuertes son aquellas que están formadas por diferentes elementos raciales».
Los comienzos del desarrollo de la política contemporánea de multiculturalismo de Canadá se remontan a la Comisión Real de Bilingüismo y Biculturalismo, que fue establecida el 19 de julio de 1963 por el gobierno liberal del primer ministro Lester B. Pearson en respuesta a los agravios de la minoría francófona de Canadá. El informe de la Comisión defendía que el gobierno canadiense debía reconocer a Canadá como una sociedad bilingüe y bicultural y adoptar políticas para preservar este carácter.

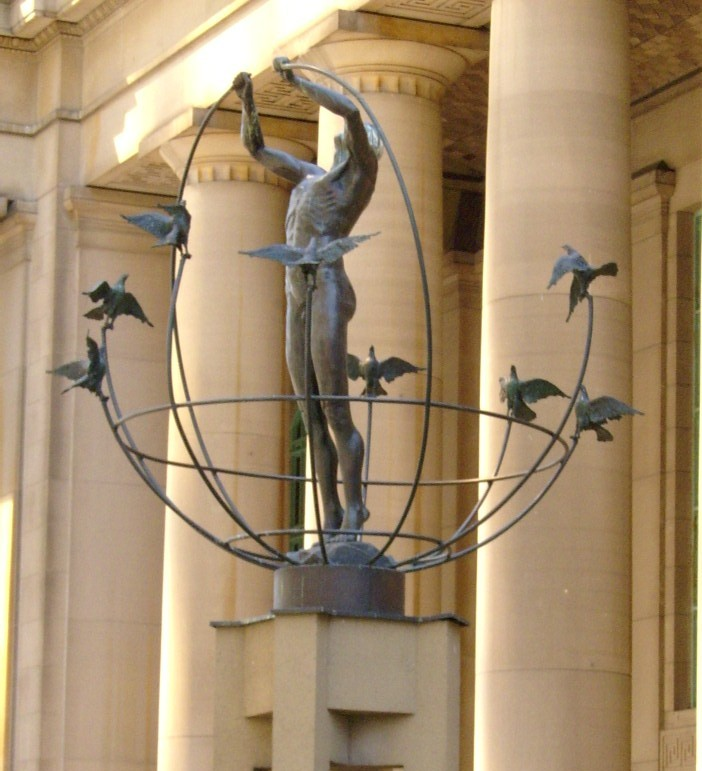
Monument to Multiculturalism por Francesco Pirelli en Toronto, Canadá. Cuatro esculturas idénticas se encuentran en Buffalo City, Sudáfrica; Changchun, China; Sarajevo, Bosnia y Herzegovina; y Sídney, Australia.

Las recomendaciones de este informe provocaron una variedad de respuestas. El ex primer ministro conservador progresista John Diefenbaker, que ahora era líder de la oposición oficial después de que su gobierno fuera sucedido por el de Pearson el 22 de abril de 1963, las consideró como un ataque a su "política de One Canada", que se oponía a extender el alojamiento para grupos minoritarios. Las propuestas tampoco lograron satisfacer a los francófonos de la provincia de Quebec, que se inclinaban hacia el nacionalismo quebequés. Además, los canadienses de ascendencia no inglesa o francesa (los llamados canadienses de la "tercera fuerza") defendieron que una política de multiculturalismo reflejaría mejor la herencia diversa de los pueblos de Canadá.
Paul Yuzyk, senador conservador progresista de ascendencia ucraniana, se refirió a Canadá como «una nación multicultural» en su discurso inaugural en 1964, generando un debate nacional, y es recordado por su fuerte defensa de la implementación de una política multicultural.
El 8 de octubre de 1971, el gobierno liberal del primer ministro Pierre Elliot Trudeau anunció en la Cámara de los Comunes que, después de mucha deliberación, las políticas de bilingüismo y multiculturalismo se implementarían en Canadá. Al día siguiente, el primer ministro Trudeau reiteró el apoyo del gobierno canadiense al «cultivo y uso de muchos idiomas» en el 10.° Congreso del Comité Canadiense Ucraniano en Winnipeg. Trudeau abrazó la democracia participativa como un medio para hacer de Canadá una "sociedad justa". Trudeau declaró:

La uniformidad no es deseable ni posible en un país del tamaño de Canadá. Ni siquiera deberíamos poder llegar a un acuerdo sobre el tipo de canadiense a elegir como modelo, y mucho menos convencer a la mayoría de la gente para que lo emule. Hay pocas políticas potencialmente más desastrosas para Canadá que decirle a todos los canadienses que deben ser iguales. No existe un modelo o ideal canadiense. ¿Qué podría ser más absurdo que el concepto de un niño o niña canadiense? Una sociedad que enfatiza la uniformidad es una que crea intolerancia y odio. Una sociedad que elogia al ciudadano promedio es una que genera mediocridad. Lo que el mundo debería estar buscando, y lo que en Canadá debemos seguir valorando, no son conceptos de uniformidad, sino valores humanos: compasión, amor y comprensión.

Cuando la Constitución canadiense fue patrocinada por el primer ministro Trudeau en 1982, uno de sus documentos constitutivos fue la Carta Canadiense de los Derechos y las Libertades, cuyo artículo 27 estipula que los derechos establecidos en el documento deben interpretarse de manera coherente con el espíritu de multiculturalismo.
La Ley de Multiculturalismo de Canadá se introdujo durante el gobierno conservador progresivo de Brian Mulroney y recibió el consentimiento real el 21 de julio de 1988. A nivel práctico, un resultado de la ley fue que los fondos federales comenzaron a distribuirse a grupos étnicos para ayudarles a preservar su cultura, lo que llevó a proyectos tales como la construcción de centros comunitarios. En junio de 2000, el primer ministro Jean Chrétien declaró:

Canadá se ha convertido en una sociedad posnacional y multicultural. Contiene el mundo dentro de sus fronteras, y los canadienses han aprendido que sus dos idiomas internacionales y su diversidad son una ventaja comparativa y una fuente de creatividad e innovación continuas. Los canadienses, en virtud de la historia y la necesidad, están abiertos al mundo.

El 13 de noviembre de 2002, el gobierno liberal del primer ministro Jean Chrétien designó, por proclamación real, el 27 de junio de cada año el Día del multiculturalismo canadiense.

### Carta de derechos y libertades
La sección 27 de la Carta establece que:

Esta Carta debe interpretarse de manera coherente con la preservación y mejora del patrimonio multicultural de los canadienses.

La sección 15 de la Carta establece el estado de igualdad:

Toda persona es igual ante la ley y tiene derecho a la misma protección y el mismo beneficio de la ley sin discriminación y, en particular, sin discriminación por motivos de raza, origen nacional o étnico, color, religión, sexo, edad o discapacidad mental o física.

### Ley de Multiculturalismo de Canadá
La ley canadiense de multiculturalismo de 1988 establece la política del gobierno para garantizar que cada canadiense reciba el mismo trato por parte del gobierno, que respeta y celebra la diversidad. La Ley, en general, reconoce:
- El patrimonio multicultural de Canadá y que ese patrimonio debe ser protegido.
- Los derechos de los pueblos indígenas.
- El inglés y el francés siguen siendo los únicos idiomas oficiales; sin embargo, se pueden utilizar otros idiomas.
- Igualdad social dentro de la sociedad y bajo la ley, independientemente de la raza, el color, la ascendencia, el origen nacional o étnico, el credo o la religión.
- Derechos de las minorías para disfrutar de su cultura.

La sección 3 de la ley establece que es política del Gobierno de Canadá lo siguiente:
- (a) reconocer y promover la comprensión de que el multiculturalismo refleja la diversidad cultural y racial de la sociedad canadiense y reconoce la libertad de todos los miembros de la sociedad canadiense para preservar, mejorar y compartir su patrimonio cultural.
- (b) reconocer y promover el entendimiento de que el multiculturalismo es una característica fundamental del patrimonio y la identidad canadiense y que proporciona un recurso inestimable en la configuración del futuro de Canadá.

### Ley de Radiofusión
En la ley de multiculturalismo, el gobierno federal proclamó el reconocimiento de la diversidad de la cultura canadiense. De manera similar, la Ley de Radiodifusión de 1991 afirma que el sistema de radiodifusión canadiense debe reflejar la diversidad de culturas en el país. El CRTC es el organismo gubernamental que hace cumplir la Ley de radiodifusión. La CRTC revisó su Política de radiodifusión étnica en 1999 para entrar en detalles sobre las condiciones de distribución de la programación étnica y multilingüe. Una de las condiciones que especificó esta revisión fue la cantidad de programación étnica necesaria para obtener la licencia de radiodifusión étnica. Según la ley, el 60% de la programación en un canal, ya sea en la radio o la televisión, debe considerarse étnica para que se apruebe la licencia según esta política.

## Legislación y políticas provinciales
Las diez provincias de Canadá tienen algún tipo de política multicultural. En la actualidad, seis de las diez provincias (Columbia Británica, Alberta, Saskatchewan, Manitoba, Quebec y Nueva Escocia) han promulgado leyes sobre multiculturalismo. En ocho provincias (Columbia Británica, Alberta, Saskatchewan, Manitoba, Quebec, Nuevo Brunswick, Isla del Príncipe Eduardo y Nueva Escocia), un consejo asesor sobre multiculturalismo rinde cuentas al ministro correspondiente. En Alberta, la Comisión de Derechos Humanos de Alberta desempeña el papel de consejo asesor sobre multiculturalismo. En Nueva Escocia, la Ley es implementada por un comité sobre multiculturalismo y consejos asesores. Ontario tiene una política multicultural oficial y el Ministerio de Ciudadanía e Inmigración es responsable de promover la inclusión social, el compromiso cívico y comunitario y el reconocimiento. Por su parte, el Gobierno de Terranova y Labrador promulgó la política provincial sobre multiculturalismo en 2008 y el ministro de Educación lidera su implementación.
Si bien los gobiernos territoriales no tienen políticas de multiculturalismo per se, tienen leyes de derechos humanos que prohíben la discriminación basada, entre otras cosas, en la raza, el color, la ascendencia, el origen étnico, el lugar de origen, el credo o la religión. En Whitehorse, el Centro Multicultural del Yukón brinda servicios a los inmigrantes.

### Columbia Británica
Columbia Británica aprobó la Ley de multiculturalismo en 1993. Sus propósitos son:
- Reconocer que la diversidad de habitantes de la Columbia Británica en cuanto a raza, patrimonio cultural, religión, etnia, ascendencia y lugar de origen es una característica fundamental de la sociedad de la Columbia Británica que enriquece la vida de todos los ciudadanos de la Columbia Británica.
- Fomentar el respeto por el patrimonio multicultural de la Columbia Británica.
- Promover la armonía racial, la comprensión y el respeto transcultural, y el desarrollo de una comunidad que esté unida y en paz consigo misma.
- Fomentar la creación de una sociedad en la Columbia Británica en la que no haya impedimentos para la participación plena y libre de todos los ciudadanos de la Columbia Británica en la vida económica, social, cultural y política de la Columbia Británica.

### Alberta
Alberta legisló en primer lugar la Ley de Patrimonio Cultural de Alberta en 1984 y la refinó con la Ley de Multiculturalismo de Alberta en 1990. La legislación actual relativa a la multiculturalidad es la Ley de Derechos Humanos, Ciudadanía y Multiculturalismo, aprobada en 1996. La legislación actual trata la discriminación racial. creencias religiosas, color, género, discapacidad física, edad, estado civil y orientación sexual, entre otras cosas. El capítulo A-25.5 de Derechos Humanos de Alberta establece:
- El multiculturalismo describe la composición racial y cultural diversa de la sociedad de Alberta y su importancia se reconoce en Alberta como un principio fundamental y una cuestión de política pública.
- En Alberta se reconoce como principio fundamental y como una cuestión de política pública que todos los habitantes de Alberta deben compartir conciencia y apreciación de la composición racial y cultural diversa de la sociedad y que la riqueza de la vida en Alberta se potencia compartiendo esa diversidad.
- Es apropiado que estos principios sean afirmados por la Legislatura de Alberta en una promulgación en virtud de la cual esos derechos de igualdad y esa diversidad pueden ser protegidos.

### Saskatchewan
Saskatchewan fue la primera provincia canadiense en adoptar una legislación sobre multiculturalismo. Esta legislación se llamó The Saskatchewan Multiculturalism Act de 1974, pero desde entonces ha sido reemplazada por la nueva y revisada Ley de Multiculturalismo (1997). Los propósitos de esta ley (artículo 3) son similares a los de Columbia Británica:
- Reconocer que la diversidad de la población de Saskatchewan con respecto a la raza, el patrimonio cultural, la religión, la etnia, la ascendencia y el lugar de origen es una característica fundamental de la sociedad de Saskatchewan que enriquece la vida de todos los habitantes de Saskatchewan.
- Fomentar el respeto por el patrimonio multicultural de Saskatchewan.
- Fomentar un clima para las relaciones armoniosas entre personas de diversos orígenes culturales y étnicos sin sacrificar sus identidades culturales y étnicas distintivas.
- Alentar la continuación de una sociedad multicultural.

### Manitoba
La primera legislación de Manitoba sobre multiculturalismo fue la Ley del Consejo Intercultural de Manitoba de 1984. Sin embargo, en el verano de 1992 la provincia desarrolló una nueva legislación provincial llamada Ley de multiculturalismo. Los propósitos de esta ley (s.2) son:
- Reconocer y promover el entendimiento de que la diversidad cultural de Manitoba es una fortaleza y una fuente de orgullo para los habitantes de Manitoba.
- Reconocer y promover el derecho de todos los habitantes de Manitoba, independientemente de su cultura, religión o origen racial, a: igualdad de acceso a oportunidades, participar en todos los aspectos de la sociedad y respeto por sus valores culturales.
- Mejorar las oportunidades de la sociedad multicultural de Manitoba actuando en asociación con todas las comunidades culturales y fomentando la cooperación y las asociaciones entre las comunidades culturales.

### Ontario
Ontario tenía una política en 1977 que promovía la actividad cultural, pero la legislación formal para un Ministerio de Ciudadanía y Cultura (ahora conocido como Ministerio de Ciudadanía e Inmigración) solo se concretó en 1982. La Ley del Ministerio de Ciudadanía y Cultura (1990) (s 4) declara su propósito:
- Fomentar una ciudadanía plena, igual y responsable entre los residentes de Ontario.
- Reconocer la naturaleza pluralista de la sociedad de Ontario, para enfatizar la plena participación de todos los habitantes de Ontario como miembros iguales de la comunidad, fomentando el intercambio de patrimonio cultural y afirmando aquellos elementos que tienen en común todos los residentes.
- Garantizar la naturaleza creativa y participativa de la vida cultural en Ontario ayudando a estimular la expresión cultural y la preservación cultural.
- Fomentar el desarrollo de la excelencia individual y comunitaria, permitiendo a los habitantes de Ontario definir mejor la riqueza de su diversidad y la visión compartida de su comunidad.

### Quebec
Quebec difiere del resto de las nueve provincias en que su política se centra en la interculturalidad, más que en el multiculturalismo, donde la diversidad es fuertemente alentada, pero solo bajo la noción de que está dentro del marco que establece el francés como el idioma público. Los niños inmigrantes deben asistir a escuelas de francés; la mayoría de las señalizaciones monolingües en inglés están prohibidas (aunque la señalización bilingüe es común en muchas comunidades).

En 1990, Quebec lanzó un libro blanco titulado Lets Build Quebec Together: A Policy Statement on Integration and Immigration que reforzó tres puntos principales:
- Quebec es una sociedad francófona.
- Quebec es una sociedad democrática en la que se espera que todos contribuyan a la vida pública.
- Quebec es una sociedad pluralista que respeta la diversidad de diferentes culturas desde un marco democrático.

En 2005 Quebec aprobó una legislación para desarrollar el Ministerio de Inmigración y Comunidades Culturales, cuyas funciones fueron:
- Apoyar a las comunidades culturales para facilitar su plena participación en la sociedad de Quebec.
- Fomentar la apertura al pluralismo.
- Fomentar relaciones interculturales más estrechas entre la gente de Quebec.

### Nuevo Brunswick
Nuevo Brunswick presentó por primera vez su legislación multicultural en 1986. La política se guía por cuatro principios: igualdad, apreciación, preservación de patrimonios culturales y participación. En la década de 1980, el gobierno provincial desarrolló un Comité Asesor Ministerial para proporcionar asistencia al ministro de Negocios en Nuevo Brunswick, que a su vez es responsable de la colonización y las comunidades multiculturales.

### Nueva Escocia
Nueva Escocia presentó su legislación multicultural, la Ley para Promover y Preservar el Multiculturalismo, en 1989. El propósito de esta Ley es (s.3):
- Fomentar el reconocimiento y la aceptación del multiculturalismo como una característica inherente de una sociedad pluralista.
- Establecer un clima para las relaciones armoniosas entre personas de diversos orígenes culturales y étnicos sin sacrificar sus identidades culturales y étnicas distintivas.
- Alentar la continuación de una sociedad multicultural como un mosaico de diferentes grupos étnicos y culturas.

### Isla del Príncipe Eduardo
La Isla del Príncipe Eduardo presentó su legislación sobre multiculturalismo, la Política Multicultural Provincial, en 1988. Los objetivos de la política fueron (s.4):
- Indicar que la provincia abarca la realidad multicultural de la sociedad canadiense y reconoce que la Isla del Príncipe Eduardo tiene un patrimonio multicultural distintivo.
- Reconocer el valor intrínseco y la contribución continua de todos los habitantes de Príncipe Eduardo, independientemente de su raza, etnia religiosa, origen lingüístico o duración de la residencia.
- Servir como una afirmación de los Derechos Humanos para todos los Isleños de Príncipe Eduardo y como un complemento a la igualdad de derechos garantizados en la Ley de Derechos Humanos y la Carta Canadiense de Derechos y Libertades.
- Fomentar compromisos específicos legislativos, políticos y sociales con la multiculturalidad en la Isla del Príncipe Eduardo.

### Terranova y Labrador
Terranova y Labrador legislaron por primera vez su política sobre Multiculturalismo en 2008. Algunas de las políticas son:
- Garantizar que las políticas y procedimientos relevantes de los programas y prácticas provinciales reflejen y consideren las necesidades cambiantes de todos los grupos culturales.
- Liderar el desarrollo, mantenimiento y mejora de programas y servicios basados en la igualdad para todos, a pesar del origen racial, religioso, étnico, nacional y social.
- Proporcionar lugares de trabajo gubernamentales libres de discriminación y promover la igualdad de oportunidades para todas las personas que acceden a puestos de trabajo dentro del Gobierno de Terranova y Labrador.
- Apoyar iniciativas multiculturales mejorando las asociaciones con comunidades culturalmente diversas y departamentos y agencias provinciales.

## Ayuda interna e influencia global

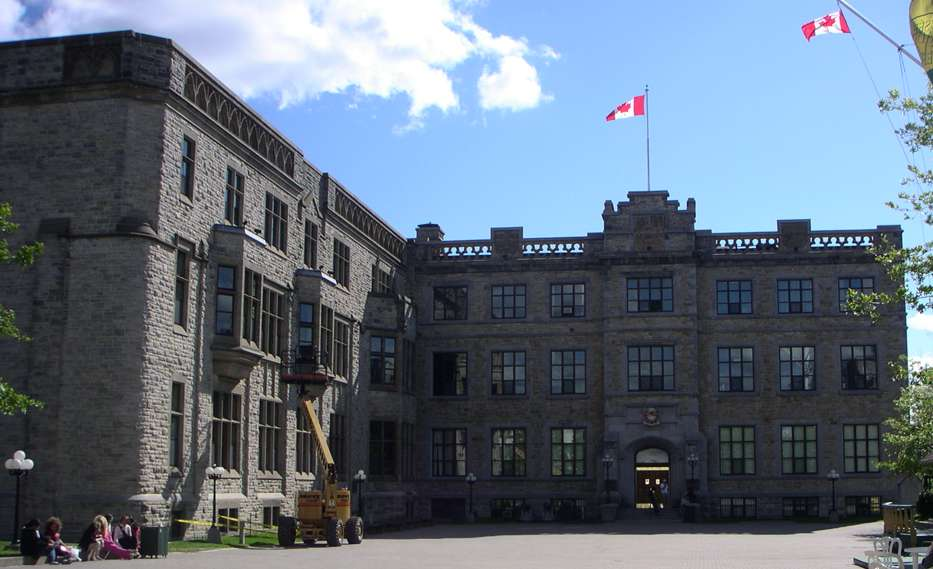
El Centro Global para el Pluralismo se encuentra en Ottawa, en Sussex Drive, en la antigua ubicación del museo canadiense de la guerra.

El multiculturalismo canadiense se mira con admiración fuera del país, lo que hace que el público canadiense desestime a la mayoría de los críticos del concepto. El multiculturalismo se cita a menudo como uno de los logros significativos de Canadá y un elemento distintivo clave de la identidad canadiense. El multiculturalismo se ha enfatizado en las últimas décadas. Emma Ambrose y Cas Mudde, que estudian los resultados de encuestas en naciones occidentales, informan:

Los datos confirman que Canadá ha fomentado una sociedad mucho más aceptable para los inmigrantes y su cultura que otros países occidentales. Por ejemplo, es más probable que los canadienses estén de acuerdo con la afirmación de que los inmigrantes hacen de su país un mejor lugar para vivir y que los inmigrantes son buenos para la economía. También son los menos propensos a decir que hay demasiados inmigrantes en su país, que la inmigración ha ejercido demasiada presión sobre los servicios públicos y que los inmigrantes han dificultado que los nativos encuentren trabajo.

Ambrose y Mudde concluyen que: «La política de multiculturalismo única de Canadá ... se basa en una combinación de inmigración selectiva, integración integral y fuerte represión estatal de la disidencia sobre estas políticas». Esta combinación única de políticas ha llevado a un nivel relativamente bajo de oposición al multiculturalismo.
Los partidarios canadienses del multiculturalismo promueven la idea porque creen que los inmigrantes ayudan a la sociedad a crecer cultural, económica y políticamente. Los partidarios declaran que las políticas de multiculturalidad ayudan a reunir a los inmigrantes y las minorías en el país y los empuja a ser parte de la sociedad canadiense en su conjunto. Los partidarios también argumentan que la apreciación cultural de la diversidad étnica y religiosa promueve una mayor disposición a tolerar las diferencias políticas. El periodista y autor Richard Gwyn ha sugerido que la "tolerancia" ha reemplazado a la "lealtad" como la piedra de toque de la identidad canadiense.
Una encuesta de 2008 a 600 inmigrantes mostró que el 81% estuvo de acuerdo con la declaración «El resto del mundo podría aprender de la política multicultural de Canadá». The Economist publicó un titular en 2016 elogiando a Canadá como la sociedad multicultural más exitosa de Occidente. The Economist argumentó que el multiculturalismo de Canadá era una fuente de fortaleza que unía a la población diversa y al atraer inmigrantes de todo el mundo también era un motor de crecimiento económico.
En una entrevista de 2002 con The Globe and Mail, Aga Khan, el 49.° Imán de los musulmanes ismaelitas, describió a Canadá como:

la más exitosa  sociedad pluralista en la faz de nuestro globo, sin ninguna duda en mi mente... Eso es algo único en Canadá. Es un activo humano global asombroso.

Aga Khan explicó que la experiencia de la gobernanza canadiense, su compromiso con el pluralismo y su apoyo a la rica diversidad multicultural de sus pueblos es algo que debe compartirse y beneficiar a las sociedades de otras partes del mundo. Con esto en mente, en 2006 se estableció el Centro Global para el Pluralismo en asociación con el Gobierno de Canadá. El Centro busca exportar la experiencia canadiense promoviendo valores y prácticas pluralistas en sociedades culturalmente diversas en todo el mundo.

## Críticas
Los críticos del multiculturalismo en Canadá a menudo debaten si el ideal multicultural de coexistencia de culturas que se interrelacionan e influyen entre sí, y aun así se mantienen distintas, es sostenible, paradójico o incluso deseable. En la introducción a un artículo que presenta los resultados que muestran que «la política multicultural juega un papel positivo» en «el proceso de integración de inmigrantes y minorías», el departamento de Inmigración, Refugiados y Ciudadanía de Canadá resume la posición de los críticos al afirmar lo siguiente:

Los críticos argumentan que el multiculturalismo promueve la formación de guetos y la balcanización, alienta a los miembros de grupos étnicos a mirar hacia adentro y enfatiza las diferencias entre los grupos en lugar de sus derechos o identidades compartidas como ciudadanos canadienses.

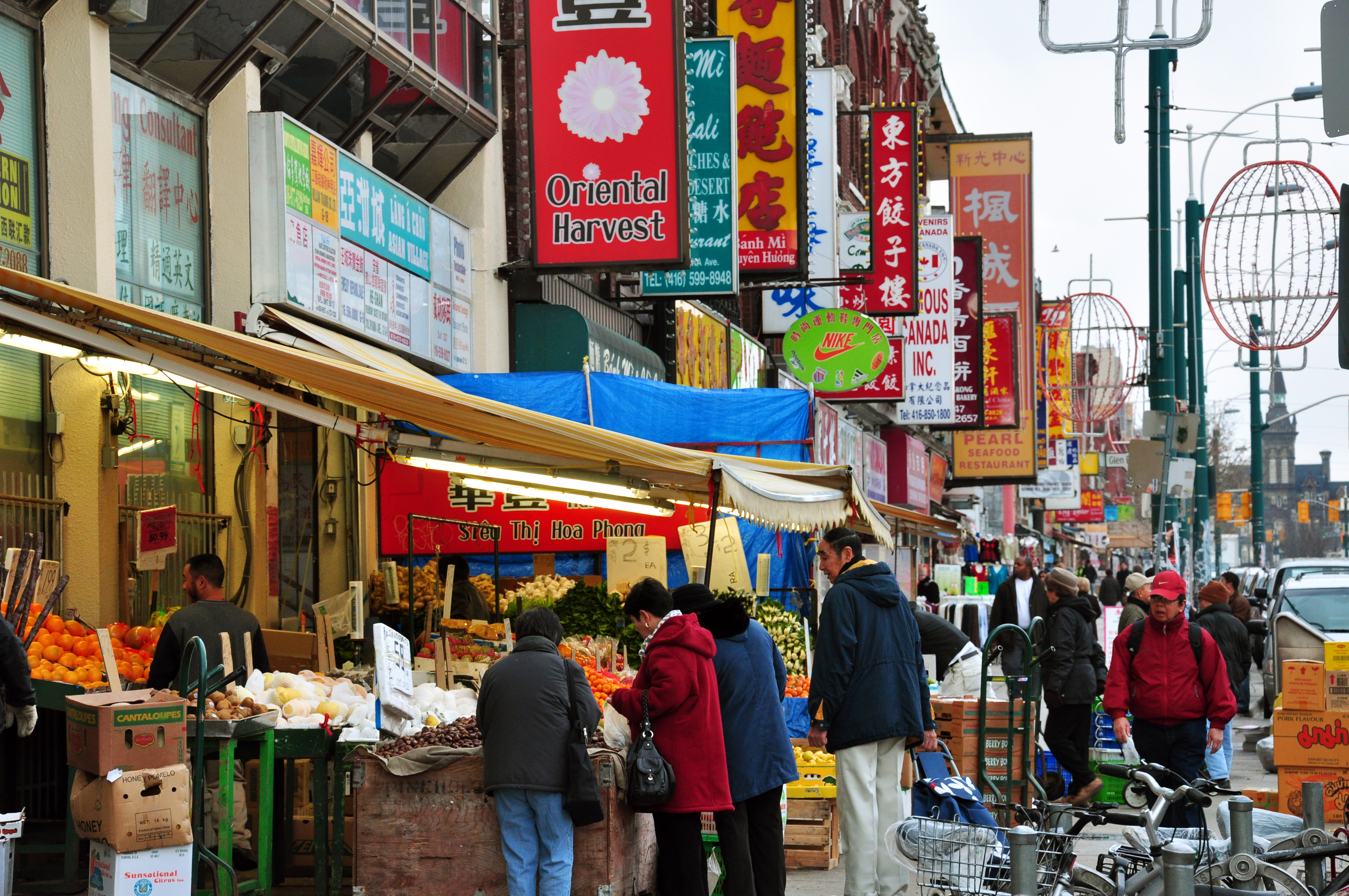
El Chinatown de Toronto es un enclave étnico ubicado en el centro de la ciudad

El canadiense Neil Bissoondath, en su libro Selling Illusions: The Cult of Multiculturalism in Canada, argumenta que el multiculturalismo oficial limita la libertad de los miembros minoritarios al confinarlos en enclaves étnicos culturales y geográficos (guetos sociales). También argumenta que las culturas son muy complejas y deben transmitirse a través de relaciones familiares y familiares cercanos. Para él, la visión del gobierno de que las culturas tienen que ver con festivales y gastronomía es una simplificación excesiva que conduce a estereotipos fáciles.
Según un estudio realizado por la Universidad de Victoria, muchos canadienses no sienten un fuerte sentido de pertenencia a Canadá, o no pueden integrarse en la sociedad como resultado de enclaves étnicos. Muchos inmigrantes en Canadá eligen vivir en enclaves étnicos porque puede ser mucho más fácil que adaptarse a la cultura canadiense dominante.
El libro del canadiense Daniel Stoffman Who Gets In cuestiona la política del multiculturalismo canadiense; señala que muchas prácticas culturales (prohibidas en Canadá), como permitir que se sirva carne de perro en restaurantes y peleas de gallos en las calles, son simplemente incompatibles con la cultura canadiense y occidental. También aumenta la preocupación sobre el número de inmigrantes mayores que no están lingüísticamente integrados en Canadá (es decir, que no aprenden inglés ni francés). Él enfatiza que el multiculturalismo funciona mejor en la teoría que en la práctica y los canadienses deben ser mucho más asertivos sobre la valoración de la «identidad nacional del Canadá de habla inglesa».
El profesor Joseph Garcea, jefe del Departamento de Estudios Políticos de la Universidad de Saskatchewan, explora la validez de los ataques al multiculturalismo porque supuestamente segrega a los pueblos de Canadá. Sostiene que el multiculturalismo perjudica la cultura, identidad y nacionalismo canadiense, quebequense e indígena. Además, argumenta, perpetúa los conflictos entre y dentro de los grupos. El sociólogo de Oxford, Reza Hasmath, argumenta que el proyecto multicultural en Canadá tiene el potencial de obstaculizar la igualdad sustantiva en el mercado laboral para las minorías étnicas.
Ricardo Duchesne, profesor de la Universidad de Nuevo Brunswick, ha argumentado que el multiculturalismo, como se entiende en Canadá, alienta a las minorías visibles a afirmar sus identidades étnicas, mientras que al mismo tiempo demoniza como "racista" cualquier esfuerzo de los eurocanadienses para afirmar su identidad étnica anglosajona, quebequesa o europea.
Una encuesta de 2017 mostró que el 37% de los canadienses opinaba que llegaban demasiados refugiados a Canadá, frente a un 30% en 2016. La encuesta de 2017 también preguntó a los encuestados sobre sus niveles de comodidad en torno a personas de diferentes razas y religiones, una pregunta que también se hizo en 2005-2006. En 2017, el 89% dijo que se sentían cómodos con personas de una raza diferente, frente al 94% en 2005-2006.

### Sociedad francesa
A pesar de la política oficial de bilingüismo, muchos comentaristas de Quebec creen que el multiculturalismo amenaza con reducirlos a solo otro grupo étnico. La política de Quebec busca promover la interculturalidad, dando la bienvenida a personas de todos los orígenes, al tiempo que insiste en que se integren en la sociedad francófona mayoritaria de Quebec. En 2008, una Comisión de Consulta sobre Prácticas de Alojamiento Relacionadas con las Diferencias Culturales, encabezada por el sociólogo Gerard Bouchard y el filósofo Charles Taylor, reconoció que Quebec es una sociedad pluralista de facto, pero que el modelo multicultural canadiense «no parece muy adecuado para las condiciones en Quebec».